# Ornacieux
Ornacieux è un comune francese di 404 abitanti situato nel dipartimento dell'Isère della regione dell'Alvernia-Rodano-Alpi. Vi nacque la beata Beatrice d'Ornacieux

## Società

### Evoluzione demografica
Abitanti censiti